# Wij Zijn Peru
Wij Zijn Peru (Partido Democrático Somos Perú) is een politieke partij in Peru.
De partij werd in 1995 opgericht door Alberto Andrade onder de naam Wij Zijn Lima (Somos Lima) nadat hij zich had afgesplitst van de Christelijke Volkspartij. Andrade was burgemeester van Lima en was een van de leidende oppositieleden tegen president Alberto Fujimori.
Tijdens de verkiezingen van 2001 won de partij 5,8% van de stemmen, waarmee het 4 van de toen 120 zetels in het Peruviaanse congres behaalde. Tijdens de verkiezingen van 2006 verbond de partij zich samen met Actie van het Volk in het Front van het Midden. Samen behaalden ze ditmaal rond de 5,5% van de stemmen. Tijdens de verkiezingen van 2011 sloten Wij Zijn Peru en Actie van het Volk zich aan bij de alliantie Mogelijk Peru, waarmee ze presidentskandidaat Alejandro Toledo Manrique ondersteunden. Toledo werd vierde in de presidentsverkiezingen en de alliantie behaalde 14,8% van de stemmen in het Peruviaanse congres